# Massenheimer Schlossgarten
Der Massenheimer Schlossgarten ist eine Rheingauer Weinlage in der Gemarkung Massenheim der Stadt Hochheim am Main und gehört zur Großlage Daubhaus im Weinanbaugebiet Rheingau.

## Namensgebung
Im Jahr 1980 musste die zuvor als Sonnengarten bezeichnete Lage aus rechtlichen Gründen in Schlossgarten umbenannt werden. Die Benennung erfolgte nach dem Schloss Massenheim, einem im Barockstil erbauten schlossähnlichen Herrenhaus.

## Weinlage
Die 20 Hektar große, aber nur auf gut vier Hektar Rebfläche bestockte Einzellage umschließt die Massenheimer Ortsbebauung im Westen und Süden und nimmt auf einer Strecke von einem Kilometer die nach Südwesten ausgerichtete Hanglage über dem Wickerbach ein. Bestockt sind fast ausschließlich einzelne Parzellen in der südöstlichen Hälfte des Schlossgartens. Der Boden besteht aus sandigem, tonigen Lehm. Auf dem Oberhang wachsen die Reben auf sandig-kiesigen, kalkfreien Sedimenten einer eiszeitlichen Mainterrasse, auf dem Unterhang stehen sie auf karbonatreichem Lehmtonmergel (Cyrenenmergel) aus der Zeit des Oligozän.

## Weincharakteristik
Die hierher stammenden Weine verfügen über eine elegante und feine Frucht und weisen eine feinfruchtige Säure auf.

## Weinbau in Massenheim
In früheren Jahrhunderten war der Weinbau im Rheingau weiter verbreitet als heute und reichte teils bis in den Taunus hinein. Inzwischen gibt es in Orten wie in Igstadt, Wallau oder Diedenbergen keine Rebhänge mehr, nur noch Gewann- und Straßennamen (z. B. Am Weinberg) erinnern daran.